# ISO/IEC 11801
ISO/IEC 11801 «Information technology — Generic cabling for customer premises» — международный стандарт ISO/IEC, описывающий телекоммуникационные кабельные системы общего назначения (структурированные кабельные системы), которые подходят для услуг разного вида (аналоговых технологий и ISDN, различных стандартизованных компьютерных сетей и др.). Он охватывает оба основных вида кабеля — витую пару и оптоволокно.
Стандарт был разработан для использования в кампусных сетях, которые могут состоять из одного или нескольких зданий. Расстояние между соединяемыми объектами кампуса (например, компьютерами) может составлять до 3 км, площадь офисного пространства — до 1 км², количество сотрудников — от 50 до 50 000. Стандарт может применяться и для более масштабных сетей.
Соответствующий стандарт для малых или домашних офисов (SOHO) — ISO/IEC 15018, который также охватывает использование линии связи 1,2 ГГц для систем спутникового телевидения.
В июле 1995 года была опубликована редакция 1 стандарта (ISO/IEC 11801:1995); в начале 2000 года появилась поправка 1 (ISO/IEC 11801:2000) к ней. В конце 2002 года была опубликована редакция 2 стандарта (ISO/IEC 11801:2002); в 2008 году появилась поправка 1 (ISO/IEC 11801:2008), а в 2010 году — поправка 2 (ISO/IEC 11801:2010) к ней. В ноябре 2017 года была опубликована редакция 3 стандарта (ISO/IEC 11801-(1—6):2017), состоящая из шести частей; в 2018 году появилось техническое исправление 1 (ISO/IEC 11801-(1—6):2017/Cor 1:2018) к каждой из них, а в 2021 году — поправка 1 к части 3 (ISO/IEC 11801-3:2017/Amd 1:2021). В таком виде стандарт действует на данный момент (январь 2025 года).

## Классы и категории
Стандарт определяет следующие классы линий и каналов передачи, использующих витую пару:
- Класс A: до 100 кГц с использованием кабеля и разъёмов категории 1 (ISO/IEC 11801:1995)
- Класс B: до 1 МГц с использованием кабеля и разъёмов категории 2 (ISO/IEC 11801:1995)
- Класс C: до 16 МГц с использованием кабеля и разъёмов категории 3 (ISO/IEC 11801:1995)
- Класс D: до 100 МГц с использованием кабеля и разъёмов категории 5e (ISO/IEC 11801:1995)
- Класс E: до 250 МГц с использованием кабеля и разъёмов категории 6 (ISO/IEC 11801:2002)
- Класс EA: до 500 МГц с использованием кабеля и разъёмов категории 6A (ISO/IEC 11801:2008)
- Класс F: до 600 МГц с использованием кабеля и разъёмов категории 7 (ISO/IEC 11801:2002)
- Класс FA: до 1 ГГц с использованием кабеля и разъёмов категории 7A (ISO/IEC 11801:2008)
- Класс BCT-B: до 1 ГГц с использованием коаксиального кабеля в BCT-сетях (ISO/IEC 11801-1:2017)
- Класс I: до 2 ГГц с использованием кабеля и разъёмов категории 8.1 (ISO/IEC 11801-1:2017)
- Класс II: до 2 ГГц с использованием кабеля и разъёмов категории 8.2 (ISO/IEC 11801-1:2017)

Стандартный импеданс линии передачи — 100 Ом.
Стандарт также определяет следующие классы оптоволоконных линий и каналов передачи:
- OM1: многомодовое волокно, диаметр сердцевины 62,5 мкм; модальная полоса пропускания — не менее 200 МГц·км при длине волны 850 нм
- OM2: многомодовое волокно, диаметр сердцевины 50 мкм; модальная полоса пропускания — не менее 500 МГц·км при длине волны 850 нм
- OM3: многомодовое волокно, диаметр сердцевины 50 мкм; модальная полоса пропускания — не менее 2000 МГц·км при длине волны 850 нм
- OM4: многомодовое волокно, диаметр сердцевины 50 мкм; модальная полоса пропускания — не менее 4700 МГц·км при длине волны 850 нм
- OM5: многомодовое волокно, диаметр сердцевины 50 мкм; модальная полоса пропускания — не менее 4700 МГц·км при длине волны 850 нм и не менее 2470 МГц·км при 953 нм
- OS1: одномодовое волокно с затуханием не более 1 дБ/км при длине волны 1310 и 1550 нм
- OS1a: одномодовое волокно с затуханием не более 1 дБ/км при длине волны 1310, 1383 и 1550 нм
- OS2: одномодовое волокно с затуханием не более 0,4 дБ/км при длине волны 1310, 1383 и 1550 нм

### Категория 8
В марте 2013 года была опубликована техническая рекомендация ISO/IEC TR 11801-99-1, разработанная рабочей группой по компьютерным сетям и кабельным системам зданий SC25 WG3 комитета ISO/IEC JTC 1. Данная рекомендация определяла две новые категории медного четырёхпарного балансного кабеля с рабочей частотой до 1,6 ГГц (2 ГГц, заниженные для обеспечения запаса по частоте):
- Кабель категории 8.1 (канал класса I): экранирование минимум U/FTP или F/UTP, полная взаимозаменяемость с категорией 6A (классом EA) при использовании стандартных разъёмов 8P8C
- Кабель категории 8.2 (канал класса II): экранирование минимум F/FTP или S/FTP, полная взаимозаменяемость с категорией 7A (классом FA) при использовании разъёмов TERA[англ.] или GG45

Тогда же была опубликована техническая рекомендация ANSI/TIA TR42.7, определявшая новую категорию 8 для кабеля с такой же рабочей частотой (до 1,6—2 ГГц), предназначенного для передачи сигналов 40GBASE-T с использованием стандартных разъёмов 8P8C и при этом полностью удовлетворяющего требованиям нижних категорий. Данную рекомендацию планировалось включить в новую редакцию стандарта ANSI/TIA-568 «Balanced Twisted-Pair Telecommunications Cabling and Components Standard» в виде приложения ANSI/TIA-568-C.2-1 «Specifications for 100Ω Category 8 Cabling».
В начале 2014 года требования черновых версий технической рекомендации ISO/IEC TR 11801-99-1 и приложения ANSI/TIA-568-C.2-1 к стандарту ANSI/TIA-568 были взаимно согласованы с целью уменьшить различия между категориями 8, 8.1 и 8.2.
14 июля 2016 года приложение ANSI/TIA-568-C.2-1 к стандарту ANSI/TIA-568, определяющее категорию 8, было утверждено.

## Обозначения для витой пары
Приложение E «Acronyms for balanced cables» («Сокращённые обозначения балансных кабелей») к ISO/IEC 11801 определяет систему обозначений типов конструкций экрана в кабеле с витой парой. Используются три буквы: U (Unshielded) — неэкранированный, S (Shielded) — с металлической оплёткой, F (Foiled) — с экраном из металлизированной полиэтиленовой ленты (фольги). Из этих букв формируется сокращённое обозначение вида x/yTP, где x обозначает тип общего экрана под внешней оболочкой кабеля (может быть двухбуквенным в случае комбинированного экрана), а y — тип экрана, применяемого для отдельных пар проводов.
Возможные типы кабеля: U/UTP (неэкранированный); U/FTP (без общего экрана, с экранированием каждой пары); F/UTP, S/UTP или SF/UTP (c общим экраном, без экранирования отдельных пар); F/FTP, S/FTP или SF/FTP (с общим экраном и экранированием каждой пары).

## Редакция 3
В ноябре 2017 года подкомитет SC25 технического комитета ISO/IEC JTC 1 выпустил новую редакцию стандарта ISO/IEC 11801, который был существенно переработан и объединил в себе несколько предшествовавших ему стандартов для домашних, промышленных и коммерческих сетей, а также центров обработки данных, и определяет требования к универсальным кабелям и распределённым сетям зданий.
Обновлённый стандарт состоит из шести частей:
| Обозначение     | Название                              | Заменяет      | Описание |
| --------------- | ------------------------------------- | ------------- | --- |
| ISO/IEC 11801-1 | Part 1: General requirements          | ISO/IEC 11801 | Общие требования к кабелям на основе витой пары и оптоволокна                                                                      |
| ISO/IEC 11801-2 | Part 2: Office premises               | ISO/IEC 11801 | Прокладка кабелей в коммерческих (корпоративных) зданиях                                                                           |
| ISO/IEC 11801-3 | Part 3: Industrial premises           | ISO/IEC 24702 | Прокладка кабелей в промышленных зданиях, в том числе для систем автоматизации, управления технологическим процессом и мониторинга |
| ISO/IEC 11801-4 | Part 4: Single-tenant homes           | ISO/IEC 15018 | Прокладка кабелей в жилых зданиях, в том числе линий связи 1,2 ГГц для систем кабельного и спутникового телевидения                |
| ISO/IEC 11801-5 | Part 5: Data centres                  | ISO/IEC 24764 | Прокладка кабелей для высокопроизводительных сетей, используемых в центрах обработки данных                                        |
| ISO/IEC 11801-6 | Part 6: Distributed building services | —             | Прокладка кабелей для распределённых беспроводных сетей для автоматизации зданий и устройств Интернета вещей                       |